# 미야타케 미오
미야타케 미오(일본어: 宮武 美桜, 1996년 5월 11일 ~ )는 일본의 배우이다.
카고시마 현 카고시마 시 사쿠라지마섬 출신.

## 내력
2008년에 고향 카고시마에서 스카우트되어, 데뷔.
2010년 8월 25일, bump.y의 싱글 〈voice〉로 메이저 데뷔.
2014년 4월, 6월 말에 bump.y를 졸업하는 것을 발표.
2016년 10월까지, 스위트 파워 소속이었다.

## 출연

### 드라마
- 도쿄 소녀 사쿠라바 나나미 제3화 (2008년 6월 21일, BS-i) - 사바 역
- 라스트 메일 제1·10화 (2008년 10월 16일·11월 20일, BS 아사히) - 마키노 리에 역
- 남장 미인~카와시마 요시코의 생애~ (2008년 12월 6일, TV 아사히)
- 붉은 실 제1 ~ 6화 (2008년 12월 6일 ~ 2009년 1월 24일, 후지 TV) - 타케미야 메이(어린 시절) 역
- 소녀들의 일기장 히로시마 쇼와 20년 4월 6일 ~ 8월 6일 (2009년 8월 2일, NHK BS-hi) - 모리와키 요코 역
- 그치지 않는 비는 없다 (2010년 3월 6일, TV 아사히)
- 우리 집의 역사 (2010년 4월 9일 ~ 11일, 후지 TV) - 야메 나미코(어린 시절) 역
- 악당~중범죄 수사반 (2011년 1월 21일 ~ 3월 25일, TV 아사히) - 토가시 노조미 역
- 고향~딸의 여행~ (2011년 7월 5일, 후지 TV) - 사에키 코즈에(소녀 시절) 역
- 우리 별가루의 댄스 (2011년 10월 6일, TV 도쿄) - 아사이 사토미 역
- 연속 TV 소설 우메 짱 선생님 제73 ~ 최종화 (2012년 6월 25일 ~ 9월 29일, NHK) - 미카미 치에코 역
  - 우메 짱 선생님~결혼 못하는 남자와 여자 스페셜~ (2012년 10월 13일·20일, NHK BS 프리미엄)
- Piece (2012년 10월 6일 ~ 12월 29일, 닛폰 TV) - 미와 쿄코 역
- 아포양~달리는 국제공항 (2013년 1월 17일 ~ 3월 21일, TBS) - 모리오 치아키 역
- 파지~할아버지와 손녀의 애정 이야기 (2013년 3월 27일, TV 도쿄) - 아오키 요모기 역
- 스페셜리스트 (2013년 5월 18일, TV 아사히) - 아네코지 아카네 역
  - 스페셜리스트 2 (2014년 3월 8일)
  - 스페셜리스트 3 (2015년 2월 28일)
  - 스페셜리스트 4 (2015년 12월 12일)
- 울트라맨 열전 제1화 (2014년 7월 3일, TV 도쿄) - 이스루기 미스즈 역
- 구명 병동 24시 제5시리즈 제4화 (2014년 7월 9일 ~ 9월 10일, 후지 TV) - 코마츠바라 유카 역
- GTO 제2기 (2014년 7월 8일 ~ 9월 16일, 칸사이 TV) - 미즈타 토모미 역
- 요시와라의 도신 제5화 (2014년 7월 24일, NHK) - 오케이 역
- 울트라맨 긴가 S 제9화·최종화 (2014년 11월 4일·12월 23일, TV 도쿄) - 이스루기 미스즈 역
- 세컨드 러브 (2015년 2월 6일 ~ 3월 20일, TV 아사히) - 마루야마 카나에 역
- 야메고쿠~야쿠자 그만두겠습니다~ (2015년 4월 16일 ~ 6월, TBS) - 나가미츠 사쿠라 역
- 코운쵸 커피집 코요미 (2015년 4월 29일, NHK)
- 마츠모토 세이쵸 미스터리 시대극 제4화 〈왼쪽 팔〉 (2015년 5월 12일, BS 재팬) - 오아키 역
- 만마코토~마노스케 재정장부~ 제6화 (2015년 8월 27일, NHK) - 오센 역
- 필살사업인 2015 (2015년 11월 29일, TV 아사히) - 미사토 역

### 영화
- 붉은 실 (2008년, 쇼치쿠) - 타케미야 메이(어린 시절) 역
- 너트 스페이스 어드벤처 (2009년, T-JOY/사라이)
- 여자 아이 이야기 (2009년, IMJ 엔터테인먼트/에이벡스 엔터테인먼트)
- TAJOMARU (2009년, 워너 브라더스 영화)
- 카무이 외전 (2009년, 쇼치쿠)
- 야지마 미용실 THE MOVIE (2010년, 쇼치쿠)
- 조커 게임 탈출 (2013년, AMG 엔터테인먼트) - 코지마 리에 역
- 울트라맨 은하 극장 스페셜 (2013년, 쇼치쿠) - 이스루기 미스즈 역
  - 울트라맨 은하 극장 스페셜 울트라 괴수☆히어로 대 난전! (2014년)

### 무대
- SAMURAI 7 (2008년, 신쥬쿠 코마 극장) - 코마치 역
- 에브리 리틀 싱 '09 (2009년, 텐노즈 은하 극장) - 유키 역
- 사랑 할머니 14세! (2010년, 시어터 그린) - 주연·시오하라 시즈에/아마미야 시즈쿠 역
- GIRLS PRISON OPERA (2012년, 나카노 테아트르 BONBON) - 주연·히와타시 나나 역
- 뒷골목의 상냥한 고양이 (2012년, 오사카 시립 예술 창조관/나카노 더 포켓) - 주연·하루코 역
- 마음은 고독한 아톰 (2014년, 시어터 그린) - 주연·아야코 역

### CM
- 베네세 코포레이션 신켄 제미 고교 강좌 (2013년 11월 ~ )
- NTT docomo d fashion (2013년 11월 ~ )
- 미츠이 다이렉트 손해 보험 (2014년 7월 ~ )